# Охангарон (Таджикабадский район)
Охангарон (тадж. Оҳангарон, до 2023 года — Мазори Поён) — деха́ (сельский населённый пункт) в Таджикабадском районе РРП Таджикистана. Входит в состав сельской общины (джамоата дехота) Лангаришо. Расстояние от села до центра района (пгт Таджикабад) — 21 км, до центра джамоата (село Лангаришо) — 1 км. Население — 1196 человек (2017 г.), таджики. Население в основном занято сельским хозяйством (животноводство и растениводство). Земли орошаются главным образом водами горных источников.